# Funduplicatura
La funduplicatura de Nissen es un procedimiento quirúrgico en el que se crean una serie de pliegues a nivel del fondo del estómago, generalmente usado para resolver  patologías relacionadas con el esfínter esofágico inferior, como la ERGE (enfermedad por reflujo gastroesofágico).
Hay varios tipos de funduplicatura, entre las que destacan la de Nissen y la de Toupet, relacionadas con el reflujo gastroesofágico patológico y la acalasia. El fin de la técnica, en el caso del reflujo, es lograr aumentar el tono del esfínter, evitando así el reflujo del contenido gástrico hacia el esófago. En el caso de la acalasia, se intenta lo contrario: disminuir el tono para evitar el atasco de la comida a nivel del esófago.

## Reflujo gastroesofágico
El reflujo a menudo ocurre si los músculos del cardias (el esfínter que une al esófago con el estómago) no se cierran de manera suficientemente firme.
Una hernia hiatal puede empeorar los síntomas de ERGE. Esto ocurre cuando el estómago protruye a través de esta abertura hacia el tórax.
Los síntomas de reflujo o acidez gástrica son ardor en el estómago que se puede sentir en la garganta o el pecho, eructos o burbujas de gas o dificultad para tragar alimentos o líquidos.

## Técnica de Nissen
La funduplicatura de Nissen es la técnica de elección para tratar la hernia de hiato, así como la técnica quirúrgica más habitual para el tratamiento del reflujo gastroesofágico, una vez que el tratamiento médico ha fallado.

## Historia
Rudolph Nissen (1896-1981) llevó a cabo este procedimiento por primera vez en 1955 y publicó los resultados de dos casos en la revista Swiss Medical Weekly en 1956.
En 1961 publicó un informe más detallado de la técnica.
Originalmente, Nissen llamó a su técnica "gastroplicatura", y ha llevado su nombre desde que se popularizó en los años setenta.

## Técnica quirúrgica
En una funduplicatura, el fundus gástrico (la parte superior del estómago) se envuelve o se pliega alrededor de la parte distal del esófago, quedando así anclada para reforzar la función oclusiva del esfínter esofágico inferior. El hiato esofágico se estrecha además a través de suturas para evitar o tratar hernias hiatales concomitantes, en las que el fundus se cuela a través del hiato esofágico del diafragma.

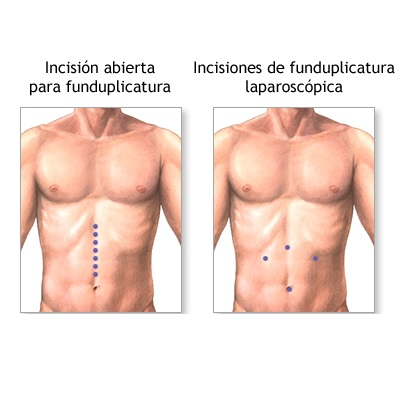
Tipos de incisión para realizar una funduplicatura.

En una funduplicatura de Nissen, también llamada funduplicatura completa, el fundus se dobla sobre la circunferencia completa del esófago, los 360°. Esta operación se realiza rutinariamente de forma laparoscópica.
Cuando se utiliza para aliviar los síntomas de reflujo en pacientes con retraso en el vaciamiento gástrico, se combina frecuentemente con la cirugía del píloro, ya sea pilorotomía o piloroplastia.

## Efectos
La cirugía se hace bajo anestesia general. El cirujano puede seleccionar diferentes técnicas. En la mayoría de los casos, la intervención tarda de 2 a 3 horas. 
Los pacientes operados sienten que se les llegan a atorar los alimentos, lo cual es normal. Lo recomendable es que los alimentos se mastiquen varias veces.
En pacientes operados también se llega a presentar colitis.

## Otros tipos de funduplicatura
Se trata de un nuevo procedimiento que se puede realizar sin hacer cortes. Se pasa una cámara especial sobre una herramienta flexible (endoscopio) a través de la boca hasta el esófago.
Usando esta herramienta, el médico pondrá grapas pequeñas en el lugar donde el esófago se encuentra con el estómago. Estas grapas ayudan a impedir que el alimento o el ácido gástrico se devuelvan.